# 伯答沙
伯答沙（？—1332年），札剌亦儿部人，元朝政治人物。
伯答沙的高祖父搠阿是木华黎的堂弟，祖父忙哥撒儿为蒙哥的最高断事官（汉文称丞相）。其父帖木儿不花。元武宗时伯答沙任宣徽院使，元仁宗延祐四年（1317年）拜中书右丞相。元英宗即位后（1321年），伯答沙以大宗正府札鲁忽赤出镇北方，泰定四年（1327年），伯答沙拜太保，天历元年（1328年），拥立元文宗有功，伯答沙升太傅兼宗正大札鲁忽赤，至顺三年（1332年），伯答沙去世，追封咸平王。

## 延伸阅读
[在维基数据编辑]
 《新元史/卷133》，出自柯劭忞《新元史》